# كودانشا

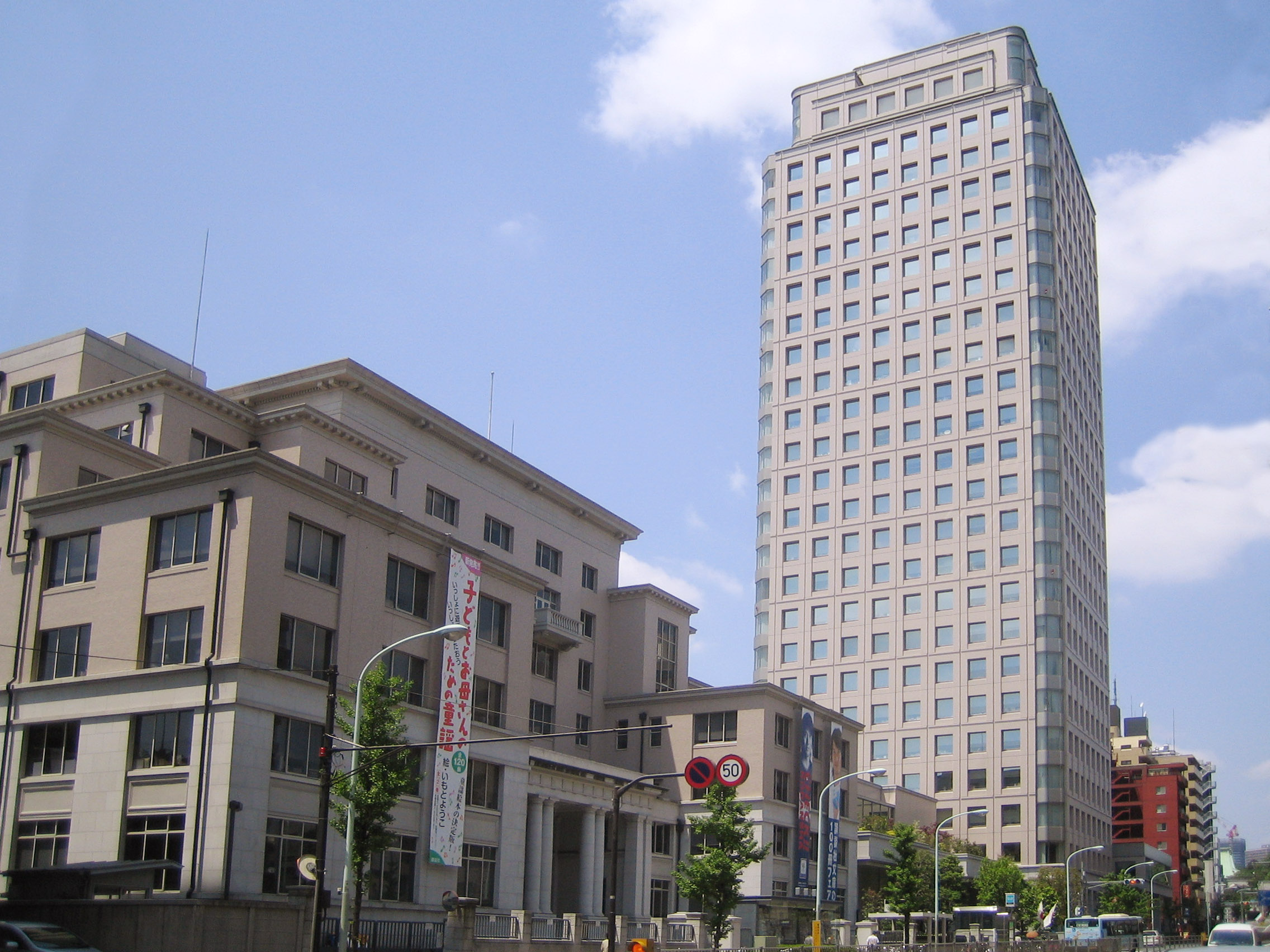
المقر.

كودانشا (باليابانية: 株式会社講談社) هي من أكبر دور النشر اليابانية. تأسست في 1 ديسمبر 1938، ويقع مقرها الرئيسي في بونكيو (طوكيو). تقوم بإنتاج مجلات المانغا مثل مجلة شونن الأسبوعية بالإضافة إلى المجلات الأدبية.

## قائمة المجلات

### مجلات المانغا

#### مجلات مانغا موجهه للذكور
مجلات مانغا للأطفال
- كوميك بوم بوم (1981-2007) (موقوفة)

مجلات مانغا الشونن
- شونن الأسبوعية (منذ 1959)
- شونن الشهرية (منذ 1975)
- شونن سيريوس الشهرية (منذ 2005)
- بيساتسو شونن (شهرية) (منذ 2009)

#### موقوفات
- مجلة شونن وندر (؟؟؟؟-؟؟؟؟)
- شونن الشهرية (1947-1955)
- بيساتسو شونن (1964-1974) (بعد تعليقها، غير إسمها إلى «شونن الشهرية» في 1975)
- مجلة سبيشل (شهرية) (1983-2017)
- شونن رايفل الشهرية (2008-2014)

مجلات مانغا السينن
- مجلة يونغ الأسبوعية (منذ 1980)
- مجلة يونغ الشهرية (منذ ؟؟؟؟)
- مورنينغ الأسبوعية (منذ 1982)
- مورنينغ 2 (شهرية) (منذ 2006)
- افترنون الشهرية (منذ 1986)
- غود! افترنون (شهرية) (منذ 2012)، (نصف شهرية) (من 2008 إلى 2012)
- إفنين (منذ 2001)

- ماغازين زي الشهرية (1999-2009)
- يونغ ماغازين ابرز (1998-2004)

#### مجلات مانغا موجهه للإناث
مجلات مانغا الشوجو
- ناكايوشي (شهرية) (منذ 1954)
- بيساتسو فريند (منذ 1965)
- بيتسوفر (منذ ؟؟؟؟)
- ديزرت (شهرية) (منذ 1996)
- أريا (شهرية) (منذ 2010)
- ناكايوشي لافلي (منذ ؟؟؟؟)
- ذا ديزرت (شهرية) (منذ ؟؟؟؟)

#### موقوفات
- شوجو كلاب (؟؟؟؟-؟؟؟؟)
- شوجو فرند (1962-1996)
- ميمي (1975-1996)

مجلات مانغا الجوسي
- بي لاف (نصف أسبوعية) (منذ 1980)
- كيس (نصف أسبوعية) (منذ 1992)
- كيس بلس (نصف شهرية) (منذ ؟؟؟؟)
- إتان (منذ 2010)

### مجلات أدبية
- غنزو (شهرية)
- مفستو
- فاوست

## الجوائز
- جائزة مؤسسة اليابان الخاصة 1994 [6]

## وصلات خارجية
- الموقع الإلكتروني